# Mentális egészséggel foglalkozó önsegítő csoportok
A mentális egészséggel foglalkozó önsegítő csoportok olyan önkéntes alapon szerveződő csoportok, ahol a tagok egymást segítve próbálják leküzdeni mentális betegségüket, vagy növelni kognitív és mentális jóllétüket.  Az eltérő megközelítések ellenére nagyjából ugyanolyan pszichoszociális dinamikák jellemzik a legtöbb csoportot. Változó, hogy a csoportok milyen szoros kapcsolatban állnak mentálhigiénés szakemberekkel. Ezek a csoportok természetükből adódóan enyhíthetik a pszichoterápiás kezelés költségeit, és a meglévő pszichoterápiás rendszerbe való integrációjuk által még több mentális betegséggel küzdő személy részesülhetne segítségben.

## Típusok

### Támogató és önsegítő csoportok
A támogató csoportokban (angolul mutual aid vagy peer support group) az emberek önkéntes alapon alkotnak csoportot azért, hogy segítsék egymást megküzdeni valamilyen közös problémájukkal. Ez társas, érzelmi vagy instrumentális támogatást jelent, amelyet a hasonló mentális egészségi állapotú személyek kölcsönös alapon nyújtanak egymásnak, (az alapján, hogy egymás között megegyeztek, hogy mi számít segítségnek számukra).
A kölcsönös támogatásra épülő csoportok működhetnek létező, mentális betegségekkel foglalkozó nonprofit szervezetek vagy közösségek részeként. Az ilyen csoportok között meg lehet különböztetni egyéni terápia fókuszú (belső fókuszú) vagy társadalmi reform fókuszú (külső fókuszú) csoportokat. Az előbbiben a csoporttagok saját magukat szeretnék fejleszteni, míg a másikhoz inkább érdekképviseleti szervezetek tartoznak.
Az önsegítő csoportok a támogató csoportok alfajának tekinthetőek, melyeknek specifikus céljuk, hogy kielégítsenek egy közös szükségletet, és a tagok valamilyen közös akadályon vagy életnehézségen túljussanak. Az önsegítő csoportok kevésbé bürokratikusak és inkább alulról szerveződőek a támogató csoportokhoz képest. Amennyiben szervezethez kapcsolódik az önsegítő csoport, a szervezetek általában nemzeti szintű partnerei helyi önsegítő csoportoknak, és főként kutatásokat finanszíroznak, kapcsolatot tartanak a médiával, vagy lobbitevékenységet végeznek az érintettek érdekében.

### Viselkedéskontrolláló vagy stresszkezelő csoportok
Az egyéni terápia-fókuszú csoportok között a kutatók megkülönböztetik a viselkedés kontrollálására irányuló csoportokat (mint pl. az Anonim Alkoholisták) és a stresszkezelésre irányuló csoportokat (mint pl. a mentális betegséggel küzdők, a rákbetegek vagy az egyedülálló szülők önsegítő csoportjai). A német kutatók „Beszélgetőkörként” utalnak a stresszkezelő csoportokra.
Jelentős különbségek vannak a viselkedéskontrolláló és a stresszkezelő csoportok között. A viselkedéskontrolláló csoportok ülései jellemzően jóval nagyobb létszámúak, mint a stresszkezelőknél (több mint kétszer akkorák is lehetnek). Előbbiben a csoporttagság általában hosszabb, mint utóbbiban (45 hónap 11 hónaphoz viszonyítva), és kevésbé valószínű, hogy a tagok a tagságukat ideiglenesnek tartják. Míg mindkét csoportban nagyon kevés tag járt a csoporttal egy időben valamilyen szakemberhez, addig a stresszkezelő csoportok tagjai valószínűbben vettek igénybe ilyen kezelést. Hasonlóképp, a stresszkezelő csoportok szorosabb együttműködést folytattak mentálhigiénés szakemberekkel.

### Tagsági vagy szakértői vezetés
Tagsági vezetés. Németországban az ún. Beszélgetőkör (Gesprächs selbsthilfegruppen) egy specifikus alfaja az önsegítő csoportoknak. A beszélgetőkörökben minden tagnak ugyanannyi joga van, minden tag csak magáért felelős (nem hoznak meg döntéseket egymás helyett), és a saját problémája kapcsán vesz részt, a csoportok autonóm módon működnek, minden, ami a csoportban elhangzik a titoktartás szabályai alá esik, a részvétel pedig ingyenes.
Szakember által vezetett csoportos pszichoterápia. Az önsegítő csoportoknak nem céljuk, hogy „mély” pszichoterápiát nyújtsanak. Ettől függetlenül a pszichoszociális folyamatokra helyezett hangsúly, és az ugyanazon vagy hasonló mentális betegségből eredő kölcsönös megértés elvezethet valódi terápiás eredményekhez.
Az interperszonális tanulás - ami általában az egymásnak adott visszajelzéseken keresztül és a konfrontáció során történik - általában kevés hangsúlyt kap az önsegítő csoportokban. Ennek fő oka, hogy ijesztő lehet a tagoknak, továbbá alapos képzésre és a kiscsoportos folyamatok mély ismeretére van szükség hozzá. Ehhez hasonlóan egymás valóságának a tesztelése sem kap nagy hangsúlyt, szintén amiatt, mert a valóságtesztelés kölcsönös bizalmon, egymásnak adott visszajelzéseken, illetve konfrontáción alapszik, és ezek a folyamatok ritkán jelennek meg az önsegítő csoportokban (ezzel szemben a szakértő által vezetett csoportokban gyakran).

### A szakértői jelenlét és a csoport élettartama
Ha az önsegítő csoport nem áll kapcsolatban valamilyen nemzeti szintű szervezettel, akkor a szakértő részvétele általában megnöveli a csoport várható élettartamát. Ezzel ellentétben, ha van kapcsolat, akkor a szakértő részvétele lecsökkenti a várható élettartamát. A csoportok hatékonysága érdekében elengedhetetlenek az önregulációt előíró szabályok.

## Csoportfolyamatok
Nincs két egyforma önsegítő csoport, az összetételt és az attitűdöket a csoport ideológiája és környezeti tényezők befolyásolják. A legtöbb esetben a csoport egy miniatűr társadalommá válik, ami pufferként működik a tagok és a világ többi része között. A legfontosabb folyamatok azok, amik személyes és társas szükségleteket elégítenek ki a csoport által nyújtott egyszerű, biztonságos keretek között. Kifinomult elméletekre, szisztematikus viselkedésmódosító technikákra vagy bonyolult kognitív restrukturáló módszerekre nincs szükség.
A különbségek ellenére a kutatók számos olyan pszichoszociális folyamatot azonosítottak, amelyek hozzájárulnak az önsegítő csoportok hatékonyságához. Többek között: elfogadás, új viselkedési formák kipróbálása, a tagok magukról alkotott képének formálása, a tagok világról alkotott képének formálása, katarzis, káros viselkedésmódok elhagyása, példamutatás, új megküzdési stratégiák elsajátítása, egymás megerősítése, személyes célok kitűzése, reményébresztés, igazolás, normalizálás, pozitív megerősítés, a társas elszigeteltség csökkentése, stigmák enyhítése, megnyílás, megosztás és empátia.
Ötféle elméleti keretet alkalmaztak az önsegítő csoportok hatékonyságának magyarázatára.
1. Társas támogatás: A testi és érzelmi biztonságot nyújtó közösség mérséklő tényező a pszichológiai és fizikai betegségek kialakulásában.
2. Tapasztalati ismeretek: A tagok értékes információt és perspektívákat kapnak a többi tagtól. A többiek mentális betegséggel kapcsolatos problémamegoldási stratégiáinak alkalmazása növeli a saját önbizalmukat.
3. Szociális tanulás elmélete: A tapasztaltabb tagok hiteles példaképekké válnak.
4. Társas összehasonlítás elmélete: A hasonló mentális betegségben szenvedő személyek szívesen kapcsolódnak egymással, mivel megerősítik egymás normalitását. A kölcsönös összehasonlítás változásra ösztönöz, akár felfelé történő összehasonlítás (valakire példaképként fel lehet nézni), akár lefelé történő összehasonlítás révén (azt látni valakin, hogy a mentális betegség milyen bénító lehet).
5. Segítő elmélet: Azok, akik segítenek másoknak, nagyobb interperszonális kompetenciát éreznek azáltal, hogy más életét jobbá teszik. A segítők úgy érzik, annyit nyertek, amennyit adtak a másiknak. A segítők "személyre szabott tanulást" kapnak a segítettekkel való együttműködésből. A segítők önbecsülése javul a segített társaik helyeslésétől, ami miatt még előnyösebb helyzetből tudnak segíteni másoknak.
Egy, az empirikus adatok eredményeit összefésülő keretrendszer a gyógyulást kontextuális és nem-lineáris folyamatnak írja le, amely: elkerülhetetlen hátralépésekkel, de általánosságban javuló tendenciát mutat; a környezeti, szocio-ökonómiai és lelki hatások közötti folyamatos egyeztetés jellemzi; és legfőbb motivációja, hogy az egyén előre tudjon haladni az életében. Ez a keret számos egyeztetési stratégiát azonosított, ezek egy része a betegséghez való alkalmazkodásról szól, egy másik része pedig a gondolkodás és viselkedés megváltoztatásáról. Az előbbi kategóriába tartozik pl. az elfogadás és az egyensúlyozó törekvések, utóbbiba pedig a pozitív gondolkodás, az ágencia és a kontrollérzet növelése vagy a mentális egészség világában végzett aktivizmus.

## Kapcsolat mentálhigiénés szakemberekkel
Egy 1978-as felmérés, amelyet egyesült államokbeli mentálhigiénés szakemberek körében végeztek, azt mutatta, hogy azok viszonylag kedvező véleménnyel bírtak az önsegítő csoportokról, és nyitottak voltak az integrációra és együttműködésre. Az önsegítő csoportok szerepe a reménykeltésben, a megküzdés megkönnyítésében és a tagjaik életminőségének a javításában ma már széles körben elfogadott számos területen, az általános orvosi közösségen belül és kívül egyaránt.
Az 1987-es Surgeon General's Workshop (szó szerint: Sebészek Általános Műhelye) nyilvánosan felszólalt az önsegítő csoportokkal ápolt egyenlő kapcsolat fontosságáról. C. Everett Koop főorvos előadásában olyan szakmai kapcsolódás mellett érvelt, amely nem alárendelt-fölérendelt viszonyban működik, hanem kölcsönös tiszteletre és egyenlőségre épül.
Egy német pszichoterapeuták között végzett felmérésében a válaszadók 50%-a számolt be az önsegítő csoportok magas vagy nagyon magas szintű elfogadásáról, 43,2% pedig mérsékelten elfogadónak írta le magát. A válaszadóknak csupán 6,8%-a értékelte alacsony vagy nagyon alacsony szinten az önsegítő csoportok elfogadását.
Az önsegítő csoportokban végzett felmérések hasonló pozitív attitűdöket mutattak a mentálhigiénés szakemberek irányába. Az egyesült államokbeli önsegítő csoportok mottója: „Az orvosok jobban tudják, hogyan kell kezelni a betegségeket. Mi jobban tudjuk, hogy kell a betegeket emberként kezelni.”

### Beutalók
Az önsegítő csoportok tagjainak nagy része valamilyen szakértői szolgáltatáson keresztül jut el az önsegítő csoportokig, egyszerre használja szakértői szolgáltatással, vagy utógondozásként. A szakértői beutalók ezért költséghatékony módjai annak, hogy folytatódjon a kezelés, és a kettő egymás mellett is megfér ugyanazon a területen belül. Míg a tizenkét lépéses csoportok - úgy mint az Anonim Alkoholisták - felbecsülhetetlen segítséget nyújtanak a mentális betegek és/vagy szerhasználók gondozásával foglalkozó egészségügyi intézményeknek, jelentős része a nem 12 lépésre épülő csoportoknak ilyen szempontból nincs kihasználva.
A szakmai beutalók az önsegítő csoportok esetében általában kevésbé hatékonyak, mint az, ha leendő tagok találkozhatnak veterán tagokkal. Ez akkor is igaz, ha a beutalót író szakember jól ismeri amúgy azt a csoportot, ahova a páciensét küldi. A beutalók általában informális/hétköznapi forrásból érkeznek (család, barátok, szóbeszéd, saját ismeretek). Azok, akik beutaló miatt járnak egy csoportba összesen a populáció 20-30%-át teszik ki. Egy felmérés azt találta, hogy a tagok 54%-a médián keresztül hallott az önsegítő csoportjáról, 40% a barátaitól vagy családjától, és viszonylag kevés hallott róla szakértőtől.

## Hatékonyság
Az önsegítő csoportok hatékonyan segítik az embereket a legkülönbözőbb problémák kezelésében és gyógyításában. Kimutatták, hogy a német Beszélgetőkörök ugyanolyan hatékonyak, mint a pszichoanalitikusan orientált csoportterápia. A mentális egészséggel foglalkozó önsegítő csoportban való részvétel összefüggésben van a pszichiátriai gondozásban töltött alkalmak ritkulásával, és amennyiben az mégis bekövetkezik, rövidebb kórházi ápolással. A tagok jobb megküzdési képességeket, betegségük nagyobb elfogadását, fegyelmezettebb gyógyszerszedést, csökkent szorongást, az egészségükkel való nagyobb elégedettséget, jobb mindennapi működést és a betegségkezelés javulását mutatják.
A mentálhigiénés önsegítő csoportokban való részvétel elősegíti, hogy a szakmai szolgáltatásokat megfelelőbben vegyék igénybe a páciensek, ezáltal hatásosabbá teszi az ápolásban eltöltött időt. A programokban eltöltött idő és az, hogy a tagok mennyire proaktívan vesznek bennük részt, szintén megnövekedett előnyökkel korrelált. A csökkent kórházi ápolás és a rövidebb kórházban töltött idő azt jelzi, hogy az önsegítő csoportok pénzügyi megtakarítást jelentenek az egészségügyi ellátórendszer számára, mivel a kórházi kezelés az egyik legdrágább mentális egészségügyi szolgáltatás. Hasonlóképpen, a csökkent igény egyéb mentális egészségügyi szolgáltatásokra további megtakarításokat jelenthet a rendszernek.
Míg a mentális egészséggel foglalkozó önsegítő csoportok növelik az önbecsülést, enyhítik a a stigmákat, meggyorsítják a rehabilitációt, javítják a döntéshozatalt, csökkentik a stressz alatti dekompenzációra való hajlamot és javítják a társas működést, nem mindig sikerül a pszichiátriai tüneteket is csökkenteniük. A terápiás hatások legfőképp az erős társas támogatásnak, a közösséghez való tartozásnak, az elsajátított ismereteknek és az egyéni autonómia megerősödésének tulajdoníthatóak.
A mentális egészséggel foglalkozó önsegítő csoportok tagjai átlagosan 4,3-ra értékelték a csoportjuk hatékonyságát egy 5 pontos Likert-skálán.
A stressz egy olyan tényező, ami súlyosbíthatja a mentális betegségeket, a szociális támogatás pedig általánosságban javítja a stressz kezelését.

## Lista

### Anonim Érzelemfüggők
Az Anonim Érzelemfüggők (angolul: Emotions Anonymous, EA) az Anonim Neurotikusokból nőtte ki magát, és mindenki számára nyitott, aki érzelmi jóllétet szeretne elérni. A tizenkét hagyományt követve az EA-csoportok nem fogadnak el külső anyagi támogatást.

### Anonim Neurotikusok
Az Anonim Neurotikusok egy tizenkét lépésre épülő program, amely mindenki számára nyitott, aki érzelmi jóllétet szeretne elérni. A tizenkét hagyományt követve az Anonim Neurotikusok nem fogadnak el külső hozzájárulásokat. A "neurotikus" és a "neurózis" kifejezés mára már kiesett a mentálhigiénés szakemberek szóhasználatából, a DSM (Diagnostic and Statistical Manual of Mental Disorders, magyarul: Mentális zavarok diagnosztikai és statisztikai kézikönyve) pszichoanalitikus elveitől való eltávolodás nyomán. Az Anonim Neurotikusok néhány csoportja azóta megváltoztatta a nevét Anonim Érzelemfüggőkre, és jelenleg a Minnesota-modellt követő csoportok ezt a megnevezést preferálják. A mexikói csoportokat azonban, amelyeket Neuróticos Anónimosnak hívnak, továbbra is ugyanazon néven emlegetik, mivel a "neuroticos" kifejezésnek spanyolul kevésbé pejoratív a konnotációja. Ez az ág továbbra is virágzik Mexikóvárosban, valamint az Egyesült Államok nagyrészt spanyolajkú városaiban mint például Los Angelesben.

### GROW
A GROW-t az ausztráliai Sydney-ben alapította 1957-ben egy római katolikus pap, Cornelius Keogh atya olyan személyeknek, akik az Anonim Alkoholisták (AA) találkozóin mentális betegségükhöz kértek segítséget. Megalakulása után a GROW tagjai megismerték a Recovery, Inc. szervezetet (ma Recovery International néven ismert), és integrálták annak tanításait programjukba. A GROW eredeti szakirodalma magában foglalja a hanyatlás tizenkét szakaszát, amely szerint az érzelmi betegség az énközpontúsággal kezdődik, valamint megnevezik a gyógyulás és a személyes növekedés tizenkét lépését, mely az AA tizenkét lépésének és a Recovery International akaraterő-növelő módszereinek egy keveréke. A GROW csoportok nyitottak bárki előtt, aki szeretne csatlakozni, bár kifejezetten pszichiátriai kórházakban tartózkodó vagy társadalmi-gazdasági szempontból hátrányos helyzetű embereket toboroz. A GROW működésést nem kötik finanszírozási korlátozásokkal, és a múltban állami és külső támogatást is kapott.

### Recovery International
A Recovery, Inc.-t 1937-ben, az Illinois állambeli Chicagóban alapította Abraham Low pszichiáter, olyan elvek mentén, amelyek szembe mentek a pszichoanalízis akkoriban népszerű elveivel. A szervezetet a 2007-es júniusi éves találkozóján átnevezték Recovery International névre. A Recovery International nyitott bárki előtt, aki "idegesnek" nevezi magát (kompromisszum a másfajta jelentésekkel terhelt neurotikus szó és a köznyelvi idegösszeomlás kifejezés között) ; komolyan elvárja a tagjaitól, hogy kövessék az orvosuk, pszichiáterük, pszichológusuk vagy szociális munkásuk utasításait, és nincsnek finanszírozási korlátozásai.
Low alapvetően úgy véli, hogy "a felnőtt életet nem ösztönök vezérlik, hanem akarat". Low programja a növekvő cselekvőképességen, önkontrollon és önbizalmon alapszik. Edward Sagarin úgy írta le Low programját mint Émile Coué pszichoterápiájának modern, észszerű megvalósítása. A Recovery International jól illeszkedik a tizenkét lépéshez. Bármely tizenkét lépésből álló csoport tagjait arra ösztönzik, hogy vegyenek részt a Recovery International találkozókon a tizenkét lépésből álló csoportos részvétel mellett.

## Kritikák
Az önsegítő csoportoknak számos korlátja van (többek között, de nem kizárólagosan): jellemzően nem tudják részletesen dokumentálni tevékenységüket, nincsenek formális eljárások a tagok utánkövetéséhez, nincs formális szűrése a belépő tagoknak, nincs formális képzése a vezetőknek, és a tagok valószínűleg képtelenek felismerni, ha egy új "jövevény" azonnali kezelést igénylő, súlyos betegségben szenved. Ezen túlmenően hiányoznak az ilyen csoportok működését meghatározó szakmai vagy jogi szabályozások; fennáll annak a veszélye, hogy a tagok figyelmen kívül hagyják a mentálhigiénés szakemberek tanácsait; a tagok közötti elfojtott ambivalencia és ellenségesség pedig ronthatja a terápiás hatást. A kutatók továbbá kifejtették konkrét kritikáikat az önsegítő csoportok sablonos működésével, lemorzsolódási arányával, túláltalánosítási tendenciáival és csodaszer-komplexusával kapcsolatban.

### Sablonos működés
A kutatókban felmerült a kérdés, hogy az önsegítő csoportok mintakövetése és sablonos működése (pl. a tizenkét lépés és hagyomány követése) nem fojtja-e el a kreativitást, illetve akadályozza-e ezek követése a csoportot abban, hogy hasznos vagy szükséges változtatásokat végrehajtson. Ehhez hasonlóan mások túl merevnek írták le az önsegítő csoportok struktúráját.

### Magas lemorzsolódási arány
Az önsegítő csoportok nem bírnak mindenki számára vonzerővel: a csoportokba meghívott emberek alig 17% -a megy el valóban. Nekik is csak egyharmada marad négy hónapnál hosszabb ideig. Azok folytatják, akik számára értékesek a találkozók és az önsegítő csoportban szerzett tapasztalataik.

### Túláltalánosítás
Mivel ezek a csoportok nem kifejezetten valamilyen konkrét diagnózishoz kapcsolódnak, hanem inkább egy általános, mentális és érzelmi egészségre törekvő attitűdhöz, ezért nem biztos, hogy kialakul az a közösségtudat és ebből fakadó egységérzet, ami a gyógyuláshoz elengedhetetlen. De a referenciális hatalom csak egy tényező, amely hozzájárul a csoport hatékonyságához. Az Anonim Szkizofrének között végzett egyik kutatás azt találta, hogy a szakértői hatalom nagyobb hatással volt a csoportban mért tagok által észlelt hasznosságára.

### Csodaszer-komplexus
Fennáll annak a veszélye, hogy a tagok az önsegítő csoportban való részvételükre olyan csodaszerként gondolnak, ami képes szinte bármilyen problémát orvosolni.

### Szexuális ragadozás és opportunizmus
A független önsegítő csoportok működését gyakran önkéntesek irányítják. A kapcsolatok és a viselkedési normák figyelemmel kísérése ritkán formalizálódik a csoportokban, inkább önszabályozó alapon történik. Ez kedvező környezetet biztosít nemkívánatos szexuális felajánlásoknak és közeledéseknek. A ragadozó és opportunista viselkedés ezekben a közegekben – amelyeknek alapvető részei az ingatag mentális állapotok, gyógyszerezésbeli és életkörülménybeli változások, a normális esetben féltett, mélyen személyes információk feltárása - nagyobb kockázat, mint más társas helyzetekben vagy szakmailag irányított szervezetekben.

## Fordítás
- Ez a szócikk részben vagy egészben  a   Self-help groups for mental health című angol Wikipédia-szócikk ezen változatának fordításán alapul.  Az eredeti cikk szerkesztőit annak laptörténete sorolja fel. Ez a jelzés csupán a megfogalmazás eredetét és a szerzői jogokat jelzi, nem szolgál a cikkben szereplő információk forrásmegjelöléseként.